# 贝萨斯 (阿尔代什省)
贝萨斯（法語：Bessas，法語發音：[bɛsas]）是法国阿尔代什省的一个市镇，属于拉让蒂耶尔区。

## 地理
贝萨斯（44°20'41"N, 4°18'9"E）面积17.18 平方千米，位于法国奥弗涅-罗讷-阿尔卑斯大区阿尔代什省，该省份为法国东南部内陆省份，北起顺时针与卢瓦尔省、伊泽尔省、德龙省、沃克吕兹省、加尔省、洛泽尔省和上盧瓦爾省接壤。
与贝萨斯接壤的市镇（或旧市镇、城区）包括：博略、格罗皮埃尔、圣索沃尔-德克吕济耶尔、瓦尼亚、巴尔雅克。
贝萨斯的时区为UTC+01:00、UTC+02:00（夏令时）。

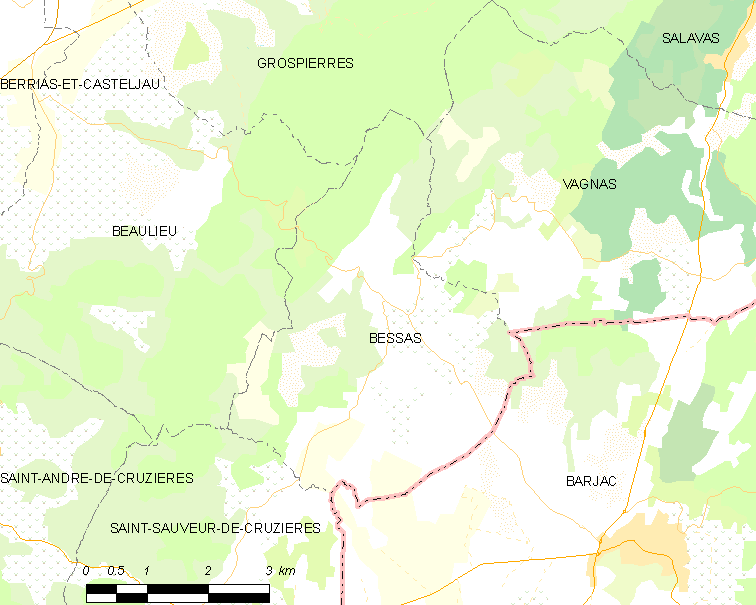
贝萨斯的OSM定位图

## 行政
贝萨斯的邮政编码为07150，INSEE市镇编码为07033。

## 政治
贝萨斯所属的省级选区为瓦隆蓬达尔克县。

## 人口

1962-2008年间贝萨斯人口变化图示

贝萨斯于2022年1月1日时的人口数量为234人。